# نهائي كأس ملك إسبانيا 1988
نهائي كأس ملك إسبانيا 1988 هو النهائي رقم 86 في إطار بطولة كأس إسبانيا ، جمعت المباراة النهائية ناديّ برشلونة وريال سوسيداد بتاريخ 30 مارس على ملعب سانتياغو برنابيو بمدينة مدريد وتمكن نادي برشلونة من تحقيق البطولة بعد الفوز بنتيجة 1-0 .

## التفاصيل
| برشلونة                                            | 1–0 | ريال سوسيداد     |
| -------------------------------------------------- | --- | ---------------- |
| خوسيه رامون أليكزانكو 61' · المدرب · لويس أراغونيس |     | المدرب جون توشاك |